# Långtjärnen (Indals socken, Medelpad, 693658-156144)
Långtjärnen är en sjö i Sundsvalls kommun i Medelpad och ingår i Selångersåns huvudavrinningsområde.